# Muhammad Jalaluddin Khan
Muhammad Jalaluddin Khan (Radhanpur, 2 aprile 1889 – Radhanpur, 4 dicembre 1936) è stato un principe indiano.
Fu Nawab di Radhanpur dal 1910 al 1936.

## Biografia
Muhammad Jalaluddin Khan nacque a Radhanpur il 2 aprile 1889, figlio del nawab Mohammad Shir Khan II. Salì al trono di Radhanpur dopo la morte di quest'ultimo e regnò sino al 1936.
Sposò in prime nozze sua cugina Bima Husen Bakte (m. 1916), e in seconde nozze Saheba, figlia del sardar sahib khan Muhammed Khan di Amritsar.
Morì il 4 dicembre 1936 e, non avendo avuto figli maschi, gli successe un suo cugino, Mortaza Khan.